# Fernand Rigaux
| Odkryte planetoidy: 8 | Odkryte planetoidy: 8 |
| --------------------- | --------------------- |
| (1292) Luce           | 17 września 1933      |
| (1378) Leonce         | 21 lutego 1936        |
| (1458) Mineura        | 1 września 1937       |
| (1555) Dejan          | 15 września 1941      |
| (3280) Grétry         | 17 września 1933      |
| (4908) Ward           | 17 września 1933      |
| (7000) Curie          | 6 listopada 1939      |
| (19911) Rigaux        | 26 marca 1933         |

Fernand Rigaux (ur. 1905, zm. 1962) – belgijski astronom. Pracował w Królewskim Obserwatorium w Ukkel. W latach 1933–1941 odkrył 8 planetoid, a w 1951 kometę okresową 49P/Arend-Rigaux (wspólnie z Sylvainem Arendem). W 2015 jedną z odkrytych przez niego planetoid, (19911) Rigaux, nazwano jego nazwiskiem.